# Fiskpanetter

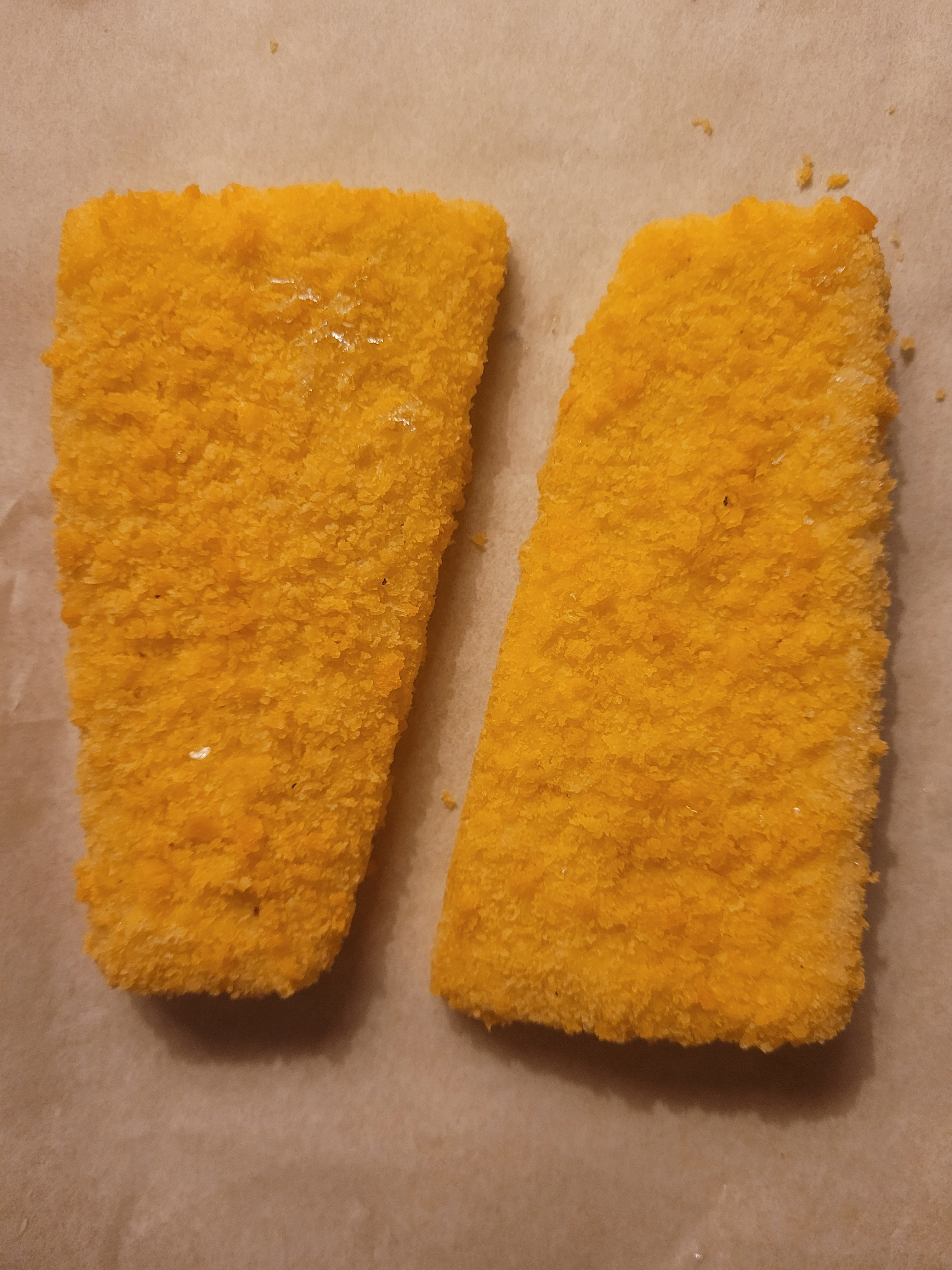
Fiskpanetter.

Fiskpanetter är en livsmedelsprodukt som till större delen består av fisk, till exempel torsk eller sej som panerats och sedan steks före servering. Fiskpanetter påminner om fiskpinnar, men är inte lika smalt formade. Fiskpanetter serveras bland annat som skolmat i svenska skolor och ofta tillsammans med potatis och remouladsås eller filsås. Under 1960-talet kunde fiskpanetterna serveras med stuvad spenat istället för sås i skolorna.